# Antonio Barré
Antonio Barré, auch Antoine Barré und Antonio Barre, (* Anfang 16. Jahrhundert in der Diözese Langres; † um 1579 in Rom) war ein italienischer Komponist, Kirchenmusiker und Musikverleger französischer Herkunft.

## Leben und Werk
Barré wirkte 1552 als Altist an der Cappella Julia des Petersdoms in Rom. Er war ein angesehener Madrigalist in Rom.
1555 gründete er einen eigenen Musikverlag in Rom; er zog mit diesem Verlag 1564 nach Mailand um. Über diesen Verlag gab er Sammlungen von vier- und fünfstimmigen Madrigalen sowie vierstimmige Motetten heraus. In diesen Sammlungen sind zahlreiche Stücke von Barré selbst und anderer Komponisten enthalten.

## Werke von Antonio Barré
- I. / II. Libro delle Muse a 5 voci (1555–1557)
- I. / II. / III. Libro delle Muse a 4 voci (1555, 1556, 1562)
- Liber I. Missarum a 4 voci (1588)